# Дімітріс Кіцікіс
Дімітріс Кіцікіс (грец. Δημήτρης Κιτσίκης; 2 червня 1935, Афіни, Греція — 28 серпня 2021, Оттава, Канада) — грецький тюрколог, професор міжнародних відносин та геополітики в Оттавському університеті, поет: друкувався французькою та грецькою мовами. У Канаді з 1970 року, член Королівського товариства Канади. Отримав докторський ступінь (1963) зі Сорбонну, Париж. У нього французьке та канадське громадянство.

## Біографія
Син ректора Афінської Політехніки Нікоса Кіцікіса, походить з родини грецьких інтелектуалів і професіоналів, відомої ще з 19 століття. Під час Грецької громадянської війни у віці 12 років був направлений в школу-інтернат в Парижі, оскільки його мати, боєць армії комуністів, була засуджена на смерть. З 1958 року Кіцікіс кілька разів відвідав КНР, де став переконаним маоїстом. У травні 1968 року був виключений з французького університету як учасник травневих заворушень. У 1970 році його запросив на роботу Університет Оттави, де він спочатку здобув посаду викладача, а згодом і професора. З тих пір живе і працює в Оттаві, а також в Афінах. З 1970-х років він викладає китайську і турецьку історію, політичні ідеології та геополітику в ряді університетів на Заході, а також в університетах Богазічі в Стамбулі і Бількент в Анкарі, де став одним з найближчих друзів і радників Президента Турецької Республіки Тургута Озала. У Греції Дімітріс Кіцікіс був науковим співробітником Національного інституту соціальних досліджень та викладав в американському коледжі Deree в Афінах. Активно публікується в грецькій пресі, а з 1996 року щоквартально видає в Афінах власний геополітичний журнал «Ἐνδιάμεση Περιοχή» («Серединний регіон»), названий відповідно до своєї геополітичної концепції.

## Політичні ідеї
Однією з головних ідей Д. Кіцікіса ще з 1960-х років є примирення греків і турків аж до об'єднання їх в греко-турецькій конфедерації, відродженій Османській імперії. Цю ідею він просуває шляхом впливу на державних діячів, політиків, журналістів, художників і мислителів в обох країнах. Його книги стали бестселерами в Туреччині і отримали високу оцінку з боку Прем'єр-міністра Туреччини. Він підтримував тісні особисті стосунки з прем'єр-міністрами Греції Константіносом Караманлісом старшим та його турецьким колегою Тургутом Озалом, а також з китайськими лідерами Мао Цзедуном та Ден Сяопіном. У Греції його книги викликали жваві наукові дискусії та навіть парламентське обговорення, адже зачіпали такі дражливі питання як «поневолення» греків турками, зокрема сумнівний історичний міф «таємних шкіл».
Чотири основні концепції Кіцікіса, що характеризують його підхід до греко-турецької історії:
а) «Серединний Регіон» (Ἐνδιάμεση Περιοχή) — цивілізація, що тягнеться від Адріатичного моря до річки Інд, між євро-американським Заходом і індо-китайським Сходом.
б) Східна партія (Ἀνατολικὴ Παράταξις) та Західна партія (Δυτικὴ Παράταξις) як антагоністична пара;
в) Еллінотюркізм (Ἑλληνοτουρκισμός) як ідеологія і феномен культури, що розвинувся протягом останнього тисячоліття;
г) Бекташистсько-алевітське релігійне походження Османської династії, ісламізація якого відбувалася пліч-о-пліч з його секуляризацією та вестернізацією.
У своїй теорії приділяє велику вагу бекташизмові (алевізмові), адже вважає, що майбутня політична співпраця між Афінами та Анкарою ґрунтуватиметься на релігійній співпраці між бекташизмом та православ'ям. Загалом вважає, що релігія є важливою складовою міжнародної Православ'я і прагне до налагодження співпраці юдаїзму, християнства, ісламу та індуїзму.
Д. Кіцікіс вважає грецьку мову наріжним каменем планетарної цивілізації, протестуючи проти сучасних реформ та захищаючи подальше використання політонічного письма. Грецьку цивілізацію вважає основою людської культури і за єдину рівну їй визнає китайську цивілізацію.
Різко негативно ставиться до парламентаризму, протиставляючи йому модель «народовладдя» («λαοκρατία»), засновану на візантійських зразках.
Прихильник «третьої ідеології», що ґрунтується на синтезі лібералізму, фашизму і комунізму.

## Поетичний доробок
Автор шести поетичних збірок, у 1991 році удостоєний премії греко-турецької дружби імені Абді Іпекчі, турецького журналіста, який був застрелений терористами. Вірші з його поетичних збірок увійшли до складу антології 32 канадських поетів.

## Фундація Дімітріса Кіцікіса
Указом Президента Грецької республіки з 5 вересня 2008 року у Афінах функціонує Фундація Дімітріса Кіцікіса з бібліотекою та архівом. Gazette of the Government of Greece (ΦΕΚ) A 190

## Публікації
1. Propagande et pressions en politique internationale. La Grèce et ses revendications à la Conférence de la Paix, 1919–1920 — Paris, Presses Universitaires de France, 1963.
2. Yunan propagandası -İstanbul, Meydan Neşriyat, 1964. (2nd edition : İstanbul, Kaynak Kitaplar,1974)
3. " La Grèce électorale ", International Guide to Electoral Statistics (edited by Stein Rokkan and Jean Meyriat), Paris, Mouton, 1969.
4. " La question chypriote ", Encyclopaedia Universalis — Paris, vol.4, 1969.
5. " De la Grèce byzantine à la Grèce contemporaine ", Encyclopaedia Universalis — Paris, vol. 7, 1970.
6. « Information et Décision. La Grèce face à l'invasion allemande dans les Balkans, 1940–1941», in La Guerre en Méditerranée — Paris, Centre national de la Recherche scientifique, 1971.
7. " Nationalisme dans les Balkans : Etude comparée des révolutions turque de 1908 et grecque de 1909 ", The Canadian Historical Association. Historical Papers 1971.
8. Le rôle des experts à la Conférence de la Paix. Gestation d'une technocratie en politique internationale — Ottawa, Editions de l'Université d'Ottawa, 1972.
9. " Evolution de l’élite politique grecque ", Social Stratification and Development in the Mediterranean Basin (edited by M. B. Kiray) -Paris and The Hague, Mouton, 1973.
10. Ἡ Ἑλλάς τῆς 4ης Αὐγούστου καί αἱ Μεγάλαι Δυνάμεις. Τά ἀρχεῖα τοῦ Ἑλληνικοῦ Ὑπουργείου Ἐξωτερικῶν, 1936–1941 — Athens, Ikaros, 1974. (2nd edition : Athens, Eleuthere Skepsis, 1990).
11. «Greece», Balkanistica (edited by Kenneth E. Naylor) — Ann Arbor, Slavica Publishers, 1974.
12. «Eleuthère Vénizélos», Hommes d'Etat célèbres — Paris, (edited by Sorbonne professor François Crouzet, Editions Mazenod, vol. 5, 1975.
13. Omphalos, Poème — Paris, Pierre Jean Oswald, 1977.
14. Ἑλλάς καί ξένοι, 1919–1967. Ἀπό τά ἀρχεῖα τοῦ Ἑλληνικοῦ Ὑπουργείου Ἐξωτερικῶν — Athens, Hestia, 1977.
15. Συγκριτικὴ Ἱστορία Ἑλλάδος καὶ Τουρκίας στὸν 20ό αἰῶνα — Athens, Hestia, 1978. (2nd edition supplemented : Hestia, 1990. 3rd edition: Hestia, 1998).
16. " Grande Idée et hellénoturquisme. Essai d'interprétation nouvelle de l'histoire néo-grecque «, Actes du IIe Congrès international des Etudes du Sud-Est européen, 1970 — Athènes, Association internationale des Etudes du Sud-Est européen, 1978, tome III.
17. Ὀμφαλός, Ποίημα — Athens, Kedros, 1979.
18. Greece :Communism in a Non Western Setting», Communism and Political Systems in Western Europe (edited by D. E. Albright) — Boulder (Colorado), Westview Press, 1979, XXII.
19. Yırmı Asırda Karşılaştırmalı Türk-Yunan Tarihi — İstanbul, Türk Dünyası Araştırmaları Dergisi, II-8, 1980. (20th Century Turkish-Greek Comparative History).
20. Ἱστορία τοῦ ἑλληνοτουρκικοῦ χώρου ἀπό τόν Ἐ. Βενιζέλο στὸν Γ. Παπαδόπουλο, 1928–1973 — Athens, Hestia, 1981. (2nd edition supplemented : Hestia, 1995).
21. " The Turkish-Greek War, 1919–1922, in World Perspective ", International Conference on Atatürk. Proceedings — Vol. 2, doc.43, Istanbul, Bogaziçi University Press, 1981.
22. " Bulgaria in Balkan History between the Two World Wars " , Pervi Mejdunaroden Kongres po Bulgaristika Dokladi (First International Conference on Bulgarian Studies), Sofia, Bulgarian Academy of the Sciences, 1982.
23. L’ Orocc, dans l’âge de Kali. Poème — Sherbrooke (Québec), Naaman, 1985, illustrated.
24. L'Empire ottoman — Paris, Presses Universitaires de France, 1985. (Collection " Que sais-je ? ", no. 2222). 2nd ed. 1991. 3rd ed. 1994.
25. " L'espace ottoman dans l'esprit de Charles de Moüy, dans la deuxième moitié du XIXe siècle ", L'Empire ottoman, la République de Turquie et la France (edited by H. Batu) -Paris — Istanbul, Isis, 1986.
26. " Κύπρος 1955–1959 : Τριτοκοσμικὴ συνειδητοποίηση καὶ ἐπιπτώσεις ἐπὶ τῆς Ἑλλάδος ", Cypriot Studies Society. Proceedings of the 2nd International Cypriological Conference- vol. 3, Nicosia, 1987.
27. Greek Synthetic Thought. An Opposition to Western Divisive Thought of the Renaissance — San Francisco, Bhaktivedanta Institute, 1988.
28. Ἱστορία τῆς Ὀθωμανικῆς Αὐτοκρατορίας, 1280–1924 — Athens, Hestia, 1988, 244 pages (2nd ed., 1989, 3rd ed. expanded, 1996.
29. " Populism, Eurocommunism and the Communist Party of Greece ", Communist Parties in Western Europe (edited by M. Waller) — Oxford, Blackwell, 1988.
30. « Le degré de puissance de l'Empire ottoman, au cours de la première guerre mondiale», La Moyenne Puissance au XXe siècle (edited by J.-C. Allain) — Paris, Institut d'Histoire des Conflits contemporains, 1988.
31. El Imperio otomano — México, Fondo de Cultura Econόmica, 1989.
32. Ὁ Ἄνδυς στὸν καιρὸ τῆς Καλῆς. Ποίημα — Athens, Hestia, 1989. (Illustrated by Georgette Κambani).
33. " Les Turcs et la mer Egée : essai de géohistoire ", Turquie, Moyen-Orient, Communauté européenne (edited by J. Thobie) — Paris, L'Harmattan, 1989.
34. " Dimitri Kitsikis, œuvre poétique ", Ecriture franco-ontarienne d'aujourd'hui (edited by H.Bouraoui and J.Flamand) — Ottawa, Les Editions du Vermillon, 1989.
35. Ἡ τρίτη ἰδεολογία καὶ ἡ Ὀρθοδοξία — Athens, Ακρίτας, 1990. (2nd edition, Hestia, 1998).
36. «Ὀθωμανικὴ Αὐτοκρατορία», and «Τουρκία», Παγκόσμια Ἱστορία — Athens, τόμος Β' , Ἐκδοτικὴ Ἀθηνῶν, 1990.
37. Le paradis perdu sur les barricades. Poème — Athens, Akritas, 1993. (Illustrated by Turkish artist Mürşide İçmeli).
38. "The Spreading of Western Satanism in Islamic and Orthodox Societies ", First International Symposium on Orthodoxy and Islam 1990, Athens — Tehran, Iran, Center for International Cultural Studies, 1994.
39. «Les anciens calendaristes, depuis 1923, et la montée de l'intégrisme en Grèce», Grèce : identités, territoires, voisinages, modernisations, (edited by P.Y. Péchoux), special edition of CEMOTI, no. 17, 1994.
40. " Le concept de relations internationales et le service diplomatique ottoman au XXe siècle ", Aspects of Ottoman History (edited by Amy Singer) — Jerusalem, The Hebrew University — Magnes Press, 1994.
41. The Old Calendarists and the Rise of Religious Conservatism in Greece — Etna, California, Center for Traditionalist Orthodox Studies, 1995.
42. " Faith as Seen by Jean-Jacques Rousseau and its Impact on Westernized Third World Societies ", Second International Symposium on Orthodoxy and Islam 1992, Athens — Tehran, Iran, Center for International Cultural Studies, 1995.
43. " Alevism as a Link between Orthodoxy and Islam ", Third International Symposium on Orthodoxy and Islam 1994, Tehran — Tehran, Iran, Center for International Cultural Studies, 1995, IV-97
44. Πτώση. Ποίημα — Athens, Ἀκρίτας, 1996. (Illustrated by Georgette Κambani).
45. O Império otomano — Porto, Portugal, Rés Editora, 1996.
46. " Ἡ εὐρωπαϊκὴ σκέψη τοῦ Παναγιώτη Κανελλόπουλου ", Nea Hestia. A tribute to Panagiotes Kanellopoulos, 1902–1986 — Athens, Hestia, 1996.
47. Türk-Yunan İmparatorluğu. Arabölge gerçeği ışığında Osmanlı Tarihine bakış — İstanbul, İletişim Yayınları, 1996. (The Turkish-Greek Empire. An inquiry into Ottoman History through the prism of the Intermediate Region).
48. Ἐνδιάμεση Περιοχή — Quarterly journal issued and directed by Dimitri Kitsikis since the Fall of 1996.
49. Osmanlijsko carstvo — Belgrad, Yugoslavia, Platon Editions, 1998.
50. " Ἐνδιάμεση Περιοχὴ καὶ Ἑλληνισμός : ἀνθρωπογένεση καὶ ἀνθρωποσυντέλεια ", Minutes of the 2nd Pan-Eleian Conference (edited by Anastos Demetropoulos) — Ancient Olympia, 1998.
51. " Δημήτρης Κιτσίκης, Λέσβιος ποιητής ",Αnthology of Lesbian Poets (edited by Costas G. Missios) — Mytilene, 1998, vol. 10.
52. " The Intermediate Region : A Common Civilization between the Adriatic Sea and the Indus River ", Dialogue of Civilizations ? — Tehran, Iran, 1999.
53. "Multiculturalism in the Ottoman Empire : The Alevi Religious and Cultural Community ", Multiculturalism and the History of International Relations from the 18th Century up to the Present (edited by Pierre Savard and Brunello Vigezzi) — Milano, Editioni Unicopli & Les Presses de l’ Université d’ Ottawa, 1999.
54. " Women in Christian and Muslim Families ", Woman and Family in Christian Orthodoxy and Islam — (Fourth International Congress on Orthodoxy and Islam, Athens, 1997) — Athens, Publications of the Greek Iranian League, 1999.
55. " Géopolitique de la Région intermédiaire ", Société Royale du Canada. Académie des Lettres et des Sciences humaines. Présentations — Ottawa, vol.52, 1999.
56. Османската империя — Димитри Кицикис — ИК Кама, 2000 -Osmanskata Imperija — Sofia, Bulgaria, Kama Editions, 2000.
57. " Ἡ Ἐνδιάμεση Περιοχή ", Γεωπολιτικὴ καὶ Ἑλλάδα (edited by K. Kouros) — Athens, Esoptron, 2001.
58. Τὸ Βυζαντινὸ πρότυπο διακυβερνήσεως καὶ τὸ τέλος τοῦ κοινοβουλευτισμοῦ, Athens, Esoptron, 2001.
59. " La structure politico-religieuse de la synallélie, en tant qu'antithèse du système occidental ", Constructions identitaires et pratiques sociales (edited by Jean-Pierre Wallot) — Ottawa, Les Presses de l'Université d'Ottawa, 2002.
60. Pour une Etude scientifique du fascisme — Nantes, Ars Magna Editions, (Les Documents), 2005.
61. Jean-Jacques Rousseau et les origines françaises du fascisme — Nantes, Ars Magna Editions, (Les Documents), 2006.
62. Le national-bolchevisme — Nantes, Ars Magna Editions, (Les Documents), 2006.
63. На перекрестке цивилизаций: Поль Лемерль, История Византии. Димитрис Кицикис, Османская империя. Весь Мир, 2006 г. -Na perekrestke tsivilizatsiy : Istorija Vizantii- Osmanskaja Imperija (Paul Lemerle-D. Kitsikis) — Moscow, Ves Mir Editions, 2006. (Civilisations at the Crossroads : Byzantine History — Ottoman History).
64. Ἡ σημασία τοῦ μπεκτασισμοῦ-ἀλεβισμοῦ γιὰ τὸν ἑλληνισμό — Athens, Hekate, 2006.
65. Συγκριτικὴ Ἱστορία Ἑλλάδος-Κίνας ἀπὸ τὴν ἀρχαιότητα μέχρι σήμερα — Athens, Herodotos Editions, 2006.
66. «Anti-Atatürk: A Psychological Portrait of Stergiades, „Dictator of Ionia“ in 1919–1922, the Greek that failed to Conquer Turkey» , Proceedings of the 2nd International Conference of Eastern and African Studies, Gastoune, 2007.
67. La montée du national-bolchevisme dans les Balkans. Le retour à la Serbie de 1830 — Paris, Avatar Editions, 2008.
68. " Introduction : Beauté du mal ", in Jacques Flamand, Décombres de la beauté, Ottawa, Editions du Vermillon, 2008.
69. " Rumi, the Spirit of the Intermediate Region " in Symposium on Mevlana Celaleddin-Rumi and Intercultural and Civilization Dialogue-Proceedings, Toronto, Canadian Intercultural Dialogue Centre, 2008.
70. " Ἀριστείδης Στεργιάδης " in Τὸ κτίριο Γερωνυμάκη-Στεργιάδη στὴ συνοικία Σουλτὰν Ἰμπραΐμ, Ἡράκλειο, Κρήτη, ΤΕΕ/ΤΑΚ, 2008 (Illustrated).
71. " Stergiades: l'homme d'une mission impossible, 1919–1922 ", in Aux vents des puissances (Jean-Marc Delaunay, éd), Paris, Presses Sorbonne Nouvelle, 2008.
72. «Foreword», in Misbah Islam, Decline of Muslim States and Societies, Philadelphia, Xlibris, 2008.
73. « Ottomanism and Fethullah Gülen: From Utopia to Reality »,in Dreaming for a Better World. Contributions of the Gulen Movement, Carleton University, Ottawa, October 24, 2009 (Intercultural Dialogue Institute
74. « Foreword », in Kemal Karpat & Yetkin Yıdırım eds, The Ottoman Mosaic: Exploring models for Peace by re-Exploring the Past, Seattle, Cune Press, 2010.
75. «Grèce. Le Synaspismos tiraillé entre social-démocratie et anarchisme» in "Les gauches radicales", Grande Europe, no. 16, janvier 2010, la Documentation française (special issue).
76. Ἐθνικομπολσεβικισμός. Πέραν τοῦ φασισμοῦ καὶ τοῦ κομμουνισμοῦ. Ἡ ἐπιρροή του στὰ Βαλκάνια - Athens, Hellenike Anodos, 2010.
77. Saint Nicodemos the Hagiorite - Christian Morality - Belmont, Massachusetts, Institute for Byzantine and Modern Greek Studies, 2012. (Συνεισφορά στην μετάφραση)
78. "Ἡ μαχομένη ἱστορικὴ λογοτεχνία στὸν Μεσοπόλεμο: ἀπὸ τὸν Δημήτρη Γληνό, στὸν Γιάννη Κορδᾶτο καὶ τὸν τὸν Γιάννη Ζέβγο", edited by Ἀθανάσιος Θ. Φωτόπουλος, Ἡ Νεοελληνικὴ Λογοτεχνία στὸν Μεσοπόλεμο. Ἱστορικὴ καὶ φιλολογικὴ προσέγγιση. (Πρακτικὰ Συνεδρίου, Πύργος Ἠλείας, 14-16 Μαΐου 2010),'Εκδόσεις Ἀναζήτηση, Πύργος Ἠλείας, 2012.
79. "India-Spiritual Planet", in Abstracts of Presentations at the Three-Day International Seminar on the Importance of Early Indian Cultural Heritage in the Making of a Better World, Kolkatta, Indian Museum, 2012.
80. "The Science of Popular Uprisings", edited by Dr. Murat Aktaş, The Arab Uprisings & The Struggle of Soft Powers in the Middle East, Ankara, Nobel, 2012.
81. "Πρόλογος στὴν ἑλληνικὴ ἔκδοση", στο Alexander Dugin, Η τετάρτη πολιτκή θεωρία, Αθήνα, Έσοπτρον, 2013.
82. Περί Ηρώων: Οι ήρωες και η σημασία τους για τον σύγχρονο ελληνισμό («About Heroes: Heroes and their Importance for Contemporary Hellenism»)- Athens,  Herodotos Press, 2014, 471 pages.